# Theodat Troxler
Theodat (Theodor) Troxler (* 3. Januar 1822 in Beromünster, Schweiz; † 27. oder 28. September 1911 in San Carlos de Santa Fe, Argentinien) war ein schweizerisch-argentinischer Mediziner und Politiker.

## Leben
Als Sohn von Ignaz Paul Vital Troxler und der Auguste Caroline Wilhelmine Troxler, geb. Polborn (* 21. Mai 1792 in Potsdam, † 22. Mai 1859 in Aarau) geboren, studierte Troxler Medizin in Jena und Wien. Während seines Studiums wurde er 1842/43 Mitglied der Fürstenkeller-Burschenschaft, deren weiterer Verbindung er angehörte. In Bern wurde er 1848 zum Dr. med. promoviert.
Nach seinem Studium arbeitete er als Praktischer Arzt in St. Immer. Dort wurde er Mitglied des Großen Rates.
1849 wanderte er nach Argentinien aus, wo er in San Carlos de Santa Fe lebte und anfangs als Landwirt, später als Arzt arbeitete. Er setzte sich als solcher insbesondere für die Armen ein und bekämpfte die Cholera, wofür er mit der Goldenen Ehrenmedaille ausgezeichnet wurde. Er betätigte sich als Laienschauspieler und wurde Mitglied des Schulvorstandes in San Carlos.

## Veröffentlichungen
- Über das Wesen des Scheintodes und den durch Aether und Chloroform erzeugten Zustand. Dissertation Universität Bern 1848 (online).